# Natalia Ariasová
Natalia Ariasová (nepřechýleně Natalia Arias; * 1977 Brighton) je kolumbijská fotografka. Narodila se v Brightonu ve Spojeném království v roce 1977, vyrostla v Bogotě v Kolumbii a nyní žije a pracuje v Miami na Floridě.

## Školství
V roce 2000 navštěvovala Savannah College of Art and Design, kde získala titul BFA v oboru fotografie. V roce 2002 se zúčastnila portfoliového programu na Miami Ad School of Graphic Design.

## Ocenění
V roce 1999 získala stipendium Sean Moran Memorial Scholarship.

## Samostatné výstavy
Natalia Ariasová vystavovala několikrát ve Spojených státech i mimo ně.
- 2017 – "New Place, New Space," Nohra Haime Gallery, New York City;  "People, Places, and Things," Atrium Gallery, Saint Louis, MO; "Feminist Feminine," Nohra Haime Gallery, New York[2]
- 2016 – "Fotografias," Museo Rayo, Roldanillo, Kolumbie; "Introspection: Major Works by Gallery Artists," Nohra Haime Gallery, New York; "100+ Degrees in the Shade: A Survey of South Florida Art," Miami, FL[2]
- 2015 "Class of 2015," Nohra Haime Gallery, New York
- 2014 PULSE Miami Beach, Nohra Haime Gallery, Miami "Femininity Beyond Archetypes: Photography by Natalia Arias," Art Museum of the Americas, Washington D.C.[4]
- 2013 – "No Permanent, No Perpetual," Galería Artespacio, Santiago, Chile "News," NH Galeria, Cartagena de Indias, Kolumbie
- 2012 – "No Permanent, No Perpetual," Nohra Haime Gallery, New York
- 2011 – Change, NH Galería, Cartagena de Indias 2010 "Venus," ARTBO, Nohra Haime Gallery, Bogota, Kolumbie "Goddesses," NEXT, Nohra Haime Gallery, Chicago, IL
- 2006 – Venus, Nohra Haime Gallery, New York
- 2005 – Taboo – Passages, Nohra Haime Gallery, New York[5]